# BLACKPINK THE MOVIE
《BLACKPINK：The Movie》（羅馬化：Beullaekpingkeu: Deo Mubi；风格化：BLΛƆKPIИK：The Movie），是由BLACKPINK主演的电影，于2021年8月4日上映。

## 阵容
- BLACKPINK

## 收益
2021年8月20日，BLACKPINK慶祝五週年，並發布第一部團體獨立電影《BLACKPINK THE MOVIE》，並在全球100多個國家和地區上映，以國家來看，該片在墨西哥、美國、土耳其、巴西、日本、韓國的票房極佳，共吸引近50萬人次觀看，創造了將近500萬美元的收益。